# アロー (駆逐艦)
アロー (HMS Arrow , H42) はイギリス海軍の駆逐艦。A級。その名を持つ艦としては6隻目。

## 艦歴
アローはバロー・イン・ファーネスのヴィッカース・アームストロング社で建造され、1930年4月14日に就役した。